# 하베무스 파팜

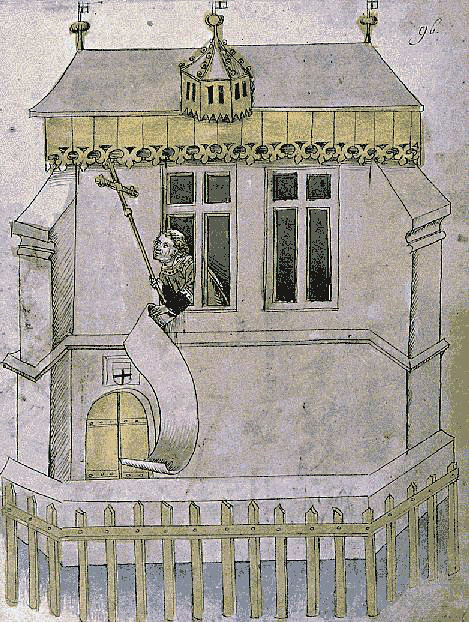

하베무스 파팜(라틴어: Habemus Papam)은 천주교에서 교황 선거로 전임 교황의 뒤를 이어 교회를 이끌 새로운 교황이 선출된 직후에 선포되는 라틴어 선언문이다. 이 선언문은 부제급 추기경들의 원로가 바티칸 시국의 성 베드로 대성전에 있는 중앙 발코니로 나와 성 베드로 광장에 모인 군중을 향해 선포된다. 추기경이 낭독을 끝마친 다음에는, 새 교황이 모습을 드러내어 군중에게 인사하며 처음으로 우르비 에트 오르비라는 강복을 한다.

## 선언문
새 교황이 선출된 후 부제급 원로 추기경이 군중에게 알리는 선언문의 형식은 다음과 같다:
Annuntio vobis gaudium magnum:
Habemus Papam!
Eminentissimum ac reverendissimum Dominum,
Dominum, [이름]
Sanctæ Romanæ Ecclesiæ Cardinalem, [성]
Qui sibi nomen imposuit. [교황명]
이를 한국어로 번역하면 다음과 같다:
매우 기쁜 소식을 발표하겠습니다:
새 교황이 선출되었습니다!
지극히 탁월하시고 공경하올 분,
거룩한 로마 교회의 추기경 [본래 이름]이십니다.
이분은 자신을 [교황 이름]로 명명하셨습니다.
2005년 4월 19일 교황 베네딕토 16세가 선출된 때에는 부제급 원로 추기경이 5개국어로 “친애하는 형제·자매 여러분”이라는 인사말을 먼저 말한 다음에 하베무스 파팜이 선포되었다.
“Fratelli e sorelle carissimi.” (이탈리아어)
“Queridísimos hermanos y hermanas.” (스페인어)
“Bien chers frères et sœurs.” (프랑스어)
“Liebe Brüder und Schwestern.” (독일어)
“Dear brothers and sisters.” (영어)